# 水戸の梅
水戸の梅（みとのうめ）とは、茨城県水戸の銘菓で、餡入りの求肥を赤紫蘇の葉で包んだ和菓子である。名所である偕楽園の梅をモチーフとして作られた。
菓子の外観は丸い梅の果実に見立てた姿である。中身の餡は、白餡を使う店と小豆のこし餡の店がある。梅酢に漬け込んだ赤紫蘇の葉を使うことが特徴である。この紫蘇の葉は、蜜で煮込んだり、さらに蜜漬けにするなど店ごとの工夫が凝らされている。紫蘇の葉の高い香りが独特の風味を添えている。
1963年（昭和38年）10月7日に水戸菓子工業協同組合が出願、1965年（昭和40年）10月20日に登録された、登録商標（第687871号）である。同組合に加盟する5社（井熊総本家、亀印製菓、あさ川製菓、木村屋本店、永井製菓）のみが使用することができる。このうち井熊総本家と永井製菓は既に廃業しているが、令和5年5月に破産手続きに入った銘菓の老舗あさ川(あさ川製菓)は新設法人(阿さ川製菓)への事業譲渡で生産を継続するとしている。

## 由緒
水戸の和菓子店である亀印製菓は、同社の2代目が、1892年（明治25年）に開発したと称している。水戸ならではの菓子の開発を思い立ち、水戸藩の古文書に記述のある「9代藩主徳川斉昭が作らせたと言う紫蘇巻き梅干しを参考にした菓子」にヒントを得て、考案したとする。もともとは亀印製菓が漬物店であったことから、梅干し用の紫蘇の葉の利用を試みたのだという。初期の姿は、練った白餡を紫蘇の葉でくるんだ菓子で、「星の梅」の名で発売された。その後、3代目のときに「水戸の梅」に改名したという。
別に井熊総本家という菓子店も、水戸の梅の元祖を名乗っている。同社によると、1900年（明治33年）頃、常磐線開通に伴い、当時の「県令」の安田定則が、観光客向けの土産品の開発を命じたのが誕生のきっかけだと言う。これに応じて、同社の初代の小林熊次郎が、偕楽園で採れた梅の実を使った菓子として考案したものだとしている。なお、安田定則は、1886年から1891年まで初代茨城県知事（それまでは県令）を務めた人物である。また、安田の指導で、常磐線の前身の一部である水戸鉄道が開業したのは1889年で、その後、1905年までに現在の常磐線のルートが開通している。
亀印製菓によると、水戸の梅は大正時代には宮中にも献上されたほか、全国菓子大博覧会でも金賞を3回受賞している。

## 類似の菓子

### 津軽の干梅
青森県の津軽地方にも、梅酢漬けの紫蘇の葉で求肥と白餡を包んだ同じような和菓子があり、津軽地方名産の紫蘇巻き梅干しに似た外見から干梅やめぼしがし（梅干し菓子の意味）と呼ばれている。水戸の梅に比べると、平たい形である。明治時代末に創業の松葉堂まつむらという菓子店が、元祖を名乗っている。1915年に大正天皇が黒石町を訪れた際に、松葉堂まつむらの干梅を買い上げたといわれ、これを記念して同店の包装紙には「宮内省御買い上げ」の文字が印刷されている。

### 小田原の甘露梅
神奈川県の小田原市にも甘露梅という同様の和菓子がある。小豆餡を使い、求肥に淡紅色の着色がされているのが特徴である。起源は水戸の梅よりも古く、江戸時代末の1856年（安政2-3年）、小田原藩主大久保忠愨の命により、小田原にあった尾張屋という菓子店の初代吉兵衛が考案したと伝えられる。命名も大久保忠愨による。現在は、集栄堂（尾張屋が明治30年代に改号）をはじめ小田原の多数の和菓子店の商品となっている。

## 参考資料
- 山本候充『日本銘菓事典』（東京堂出版、2004年）